# Matra (Alta Córsega)
Matra é uma comuna francesa na região administrativa de Córsega, no departamento da Alta Córsega. Estende-se por uma área de 6,49 km². 